# Hauptstraße 80 (Lendersdorf)

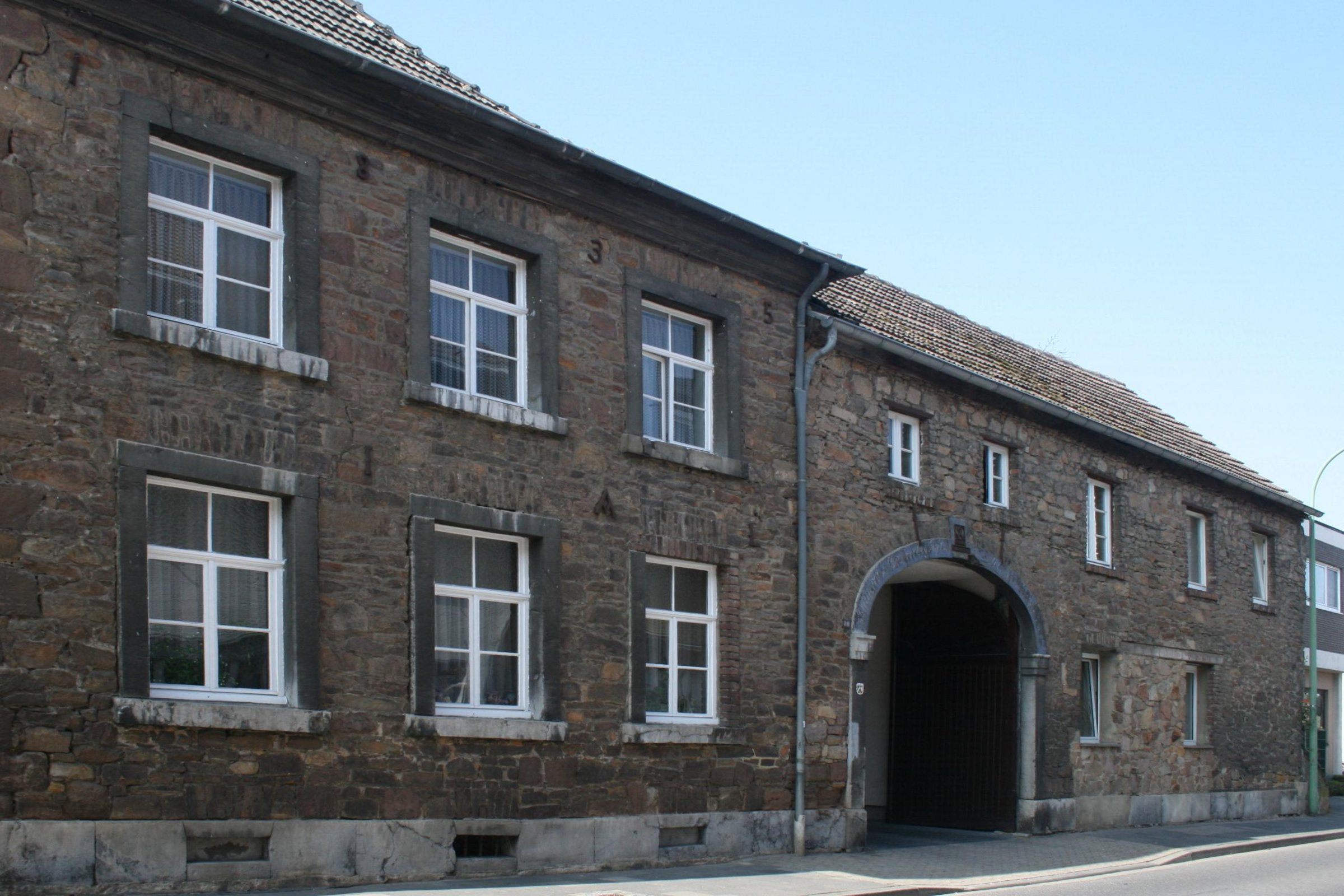

Das Gebäude Hauptstraße 80 steht im Dürener Stadtteil Lendersdorf in Nordrhein-Westfalen.
Das Gebäude stammt nach einer Datierung in einem Maueranker aus dem Jahre 1835.
In der ehemaligen Hofanlage steht ein zweigeschossiges Wohnhaus, straßenseitig zu drei Achsen mit einem anschließenden Wirtschaftsgebäude. Das Wirtschaftsgebäude hat eine rundbogige Tordurchfahrt. Die Gebäude sind aus Bruchsteinmauerwerk hergestellt.
Das Bauwerk ist unter Nr. 3/002 in die Denkmalliste der Stadt Düren eingetragen.